# Martti Vainio
Martti Vainio (* 30. prosince 1950, Vehkalahti) je bývalý finský atlet, běžec na dlouhé tratě, mistr Evropy v běhu na 10 000 metrů z roku 1978.

## Sportovní kariéra
Jeho prvním úspěchem byl titul mistra Evropy v běhu na 10 000 metrů v roce 1978. O čtyři roky později na evropském šampionátu v Athénách vybojoval na této trati bronzovou medaili. Při premiéře mistrovství světa v roce 1983 doběhl třetí v závodu na 5 000 metrů. Startoval rovněž na olympiádě v Los Angeles v roce 1984. Ve finále na 10 000 metrů doběhl druhý, pět dní poté byl diskvalifikován pro pozitivní dopingový nález.